# Guillaume Briçonnet (1445-1514)
Pour les articles homonymes, voir Guillaume Briçonnet et Briçonnet.
Pour les autres membres de la famille, voir famille Briçonnet.
Guillaume Briçonnet, né en 1445 à Tours, et mort le 14 décembre 1514 à Narbonne, est un officier royal puis un ecclésiastique français, connu sous le nom de Cardinal de Saint-Malo.

## Biographie

### SousLouisXIetCharlesVIII
D’abord financier, il devient officier de la Couronne de France et exerce la fonction de général des finances du Languedoïl sous Louis XI, puis superintendant sous Charles VIII, dont il devient le conseiller. À la mort de sa femme Raoulette de Beaune en 1487, il entre dans les ordres. Il est nommé conseiller d'Anne de Beaujeu, régente, en 1488. Il est évêque de Saint-Malo en 1493, abbé commendataire des abbayes de Saint-Germain-des-Prés et Saint-Nicolas de l’évêché d'Angers, et de Grandmont.
Recommandé par Louis XI à son successeur, il est nommé secrétaire du Trésor. Ministre d'état de Charles VIII, c'est sur ses conseils que celui-ci entreprend la conquête de l'Italie. Au cours de la campagne d’Italie, il est créé cardinal par le pape Alexandre VI en 1495 et reçoit la pourpre en présence de Charles VIII qui assiste au consistoire,. Il devient la même année administrateur de l’évêché de Nîmes, puis il succède, après la mort son frère Robert Briçonnet, au siège de l’archevêché de Reims en 1497. De 1497 à 1501, il administre l’évêché de Toulon, qu’il cèdera à son fils Denis Briçonnet.

### SousLouisXII
Le 27 mai 1498, il couronne Louis XII à Reims.
Il devient abbé commendataire de Saint-Germain-des-Prés, qu’il cède à son fils Guillaume en 1507. Il est nommé lieutenant général du roi pour le Languedoc et doit abandonner l’archevêché de Reims (et plusieurs abbayes) cette année-là, mais obtient l’archevêché de Narbonne, et devient évêque suburbicaire d'Albano, puis évêque suburbicaire de Frascati l’année suivante en 1508, et enfin de Palestrina en 1509.
En 1510-1511, ses violents démêlés avec le pape Jules II autour du concile de Pise-Milan-Lyon provoquent son excommunication et la perte du chapeau de cardinal pour avoir ouvert malgré lui le concile de Lyon. Après la réconciliation de l’Église française et de la papauté, Léon X lui rend la pourpre romaine en 1514, il meurt la même année.
Mécène, plusieurs ouvrages littéraires lui sont dédicacés en forme de panégyrique. C’est ainsi qu’il est surnommé Oraculum regis et Regni columna.

## Famille
Guillaume Briçonnet, seigneur du Plessis-Rideau (Chouzé-sur-Loire), est le fils cadet de Jean Briçonnet (mort en 1493), seigneur de Varennes, de Chanfreau, secrétaire du roi, 1er maire de Tours en 1462; et de Jeanne Berthelot (morte en 1510). Il a cinq frères :
- Guillaume Briçonnet (mort en 1477), auditeur des comptes en 1467, conseiller au parlement en 1469
- Martin Briçonnet (mort en 1502), docteur en théologie, grand archidiacre de Reims, chanoine de Saint-Martin et Saint-Gatien de Tours
- Robert Briçonnet, Archevêque de Reims et chancelier de France
- Pierre Briçonnet, notaire et secrétaire du roi, maître des comptes sous Louis XI, général des finances en Languedoc sous Louis XII

Il est marié à Raoulette de Beaune (morte en 1487), sœur du financier Jacques de Beaune,  et il en a cinq enfants dont deux fils firent carrière dans l'Église :
- Jean Briçonnet (mort en 1559), conseiller d'État, trésorier général de Provence et du Dauphiné. Il fait bâtir le château des Réaux. Il épouse  Louise Raguier, fille de Jean Raguier, seigneur de la Motte de Tilly, trésorier des guerres et de Marie de Beauvarlet dame d'Esternay. Leur fille Anne Briçonnet épouse en 1524 Robert Dauvet président à la Chambre des Comptes : ce sont les parents de Charlotte Dauvet, mariée en 1557 à François de Béthune-Locres de Rosny, la mère de Sully.
- Guillaume Briçonnet, est évêque de Lodève, puis de Meaux et joue un rôle important au début de la Réforme en France.
- Denis Briçonnet, évêque de Toulon, de Saint-Malo et de Lodève.
- Katherine Briçonnet, supervise la construction du château de Chenonceau
- Nicolas Briçonnet (mort en 1529), contrôleur et général des finances en Bretagne

## Armoiries
D'azur, à la bande componnée d'or et de gueules de cinq pièces, le premier compon de gueules chargé d'une étoile d'or, ladite bande accompagnée d'une étoile d'or, posée au canton senestre du chef.
Il a deux devises, l'une française, l'humilité m'a exalté, l'autre latine ditat fervata fides.

## Galerie

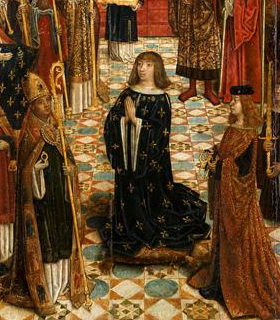
Guillaume Briçonnet couronne Louis XII dans la cathédrale de Reims.
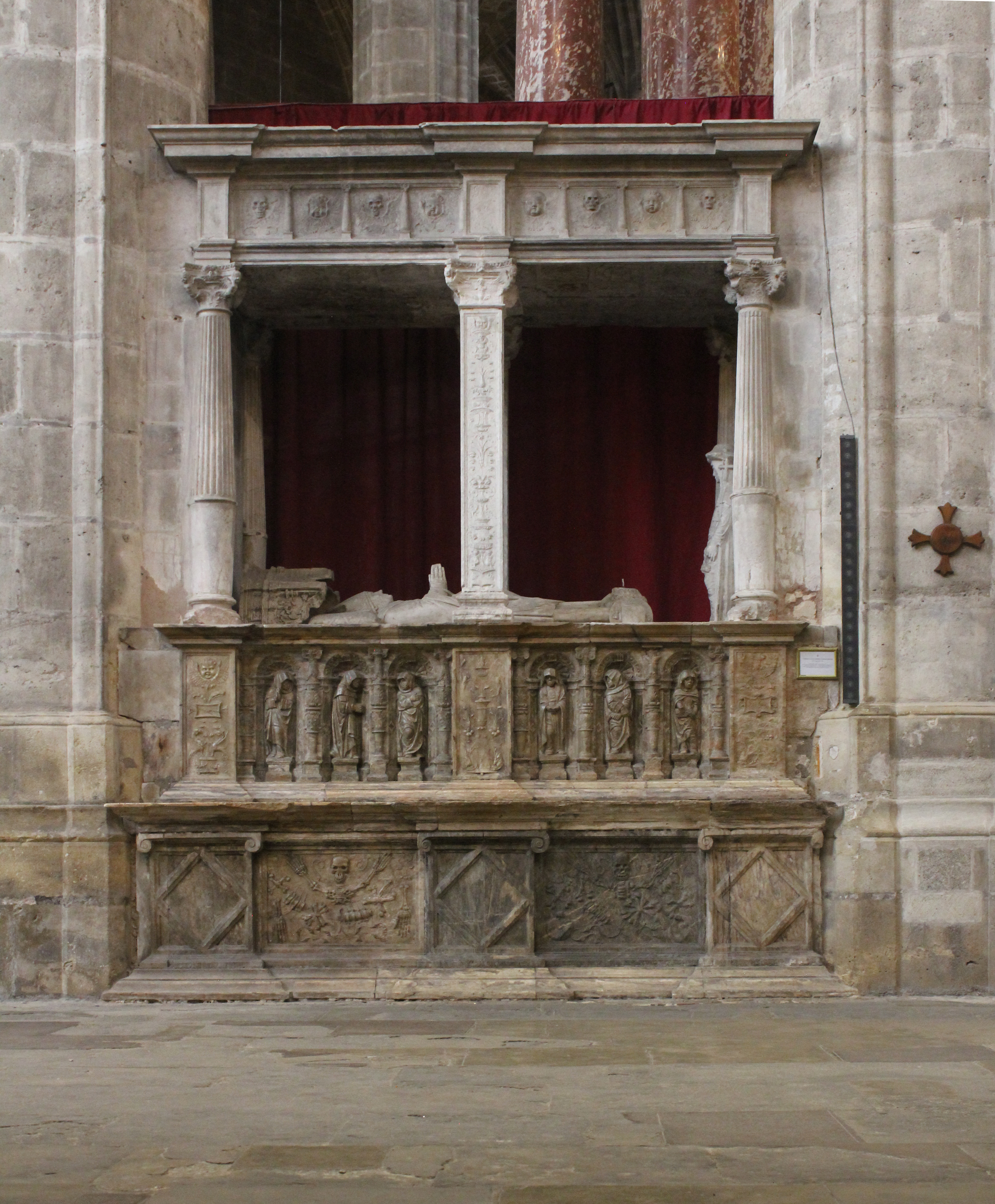
Tombe du cardinal Briçonnet, Narbonne

### Sources et bibliographie
- Bernard Chevalier, Guillaume Briçonnet (v.1445-1514) Un cardinal-ministre au début de la Renaissance, P.U.R, Rennes, 2005
- Pierre Miquel, Les Guerres de Religion, Paris, Fayard, 1980, 596 p. (ISBN 978-2-21300-826-4, OCLC 299354152, présentation en ligne)., p. 32-33
- Jean-Baptiste Rietstap, Armorial général, t. 1 et 2, Gouda, G.B. van Goor zonen, 1884-1887 « et ses Compléments », sur www.euraldic.com (consulté le 23 décembre 2011) ;
- (en) Catholic Hierarchy.org Bishop: Guillaume Briçonnet
- François Tuloup Saint-Malo. Histoire Religieuse Éditions Klincksieck Paris 1975.